# Рой Чиполіна
Рой Чиполіна (англ. Roy Chipolina, нар. 20 січня 1983) — гібралтарський футболіст, захисник клубу «Лінкольн». Гравець і капітан національної збірної Гібралтару.

## Клубна кар'єра
У дорослому футболі дебютував 2006 року виступами за команду клубу «Лінкольн», кольори якої захищає й донині.

## Виступи за збірну
У 2013 році, після набуття Гібралтаром членства в УЄФА, дебютував в офіційних матчах у складі національної збірної Гібралтару. Наразі провів у формі головної команди країни 5 матчів. У другій офіційній грі збірної під егідою УЄФА, товариському матчі проти збірної Фарерських островів, відзначився забитим голом, який став першим м'ячем гібралтарців після визнання їх збірної провідними футбольними організаціями.
| Дата       | Місто     | Господарі  | Результат | Гості             | Турнір           | Голи | Примітки |
| ---------- | --------- | ---------- | --------- | ----------------- | ---------------- | ---- | -------- |
| 19-11-2013 | Фару      | Словаччина | 0 – 0     | Гібралтар         | товариський матч | -    |          |
| 01-03-2014 | Гібралтар | Гібралтар  | 1 – 4     | Фарерські острови | товариський матч | 1    |          |
| 05-03-2014 | Гібралтар | Гібралтар  | 0 – 2     | Естонія           | товариський матч | -    |          |
| Усього     |           | Матчів     | 3         |                   | Голів            | 1    |          |

## Титули і досягнення
- Чемпіон Гібралтару (14):

«Лінкольн Ред Імпс»: 2006-07, 2007-08, 2008-09, 2010-11, 2011-12, 2012-13, 2013-14, 2014-15, 2015-16, 2017-18, 2018-19, 2020-21, 2021-22, 2022-23
- Володар Кубка Гібралтару (10):

«Лінкольн Ред Імпс»: 2007, 2008, 2009, 2010, 2011, 2014, 2015, 2016, 2021, 2022
- Володар Прем'єр-Кубка Гібралтару (1):

«Лінкольн Ред Імпс»: 2013-14
- Володар Суперкубка Гібралтару (9):

«Лінкольн Ред Імпс»: 2007, 2008, 2010, 2011, 2013, 2014, 2015, 2017, 2022